# Cahiagijn Ėlbėgdorž
Cahiagijn Ėlbėgdorž (in mongolo: Цахиагийн Элбэгдорж; Zėrėg, 30 marzo 1963) è un politico mongolo, Presidente della Mongolia dal 18 giugno 2009 al 10 luglio 2017.
Fu uno dei leader della rivoluzione democratica del 1990, alla fine del regime comunista.

## Biografia
Nacque a Zėrėg, nella provincia di Hovd.
Ėlbėgdorž, dopo aver studiato, è stato giornalista in Ucraina e negli Stati Uniti prima di tornare in Mongolia e incominciare la carriera politica. Ispirato dagli ideali democratici degli Stati Uniti, partecipò al movimento che cercò di porre fine al predominio del partito comunista. Ėlbėgdorž fu eletto per il Grande Hural (il parlamento mongolo) nel 1990, ma si dimise successivamente per protesta contro uno scandalo. Riottenne la carica nel 1996 ed diventato poi il capo del Partito democratico nazionale mongolo. Tuttavia poté partecipare al governo per una legge che vieta ad un membro del parlamento di tornare al governo.
A seguito delle elezioni parlamentari nel mese di agosto 2004, il Partito Rivoluzionario del Popolo Mongolo, l'ex partito unico, e il Partito Mongolo Nazionale democratico formarono un governo di coalizione, ed Ėlbėgdorž divenne primo ministro. Nel gennaio del 2006, il PRPM decise di rompere la coalizione e di ritirare l'11 gennaio i suoi dieci ministri dal gabinetto.
Ėlbėgdorž impedisce il movimento del Gran Hural e il 13 gennaio 2009 diede le dimissioni. Il segretario generale del PRPM Mieėgombyn Ėnhbold gli succedette come primo ministro il 24 gennaio. Il 24 maggio dello stesso anno ricevette il 51,24% dei voti al primo turno delle elezioni presidenziali, superando Nambaryn Ėnhbajar, il presidente uscente candidato del PRPM, che raccolse il 47,44% dei consensi. Viene confermato presidente nelle elezioni presidenziali del 2013.